# Jacob Schultheis
Jacob Schultheis, född 23 september 1845 i Baden-Württemberg, Tyskland, död 4 april 1914 Oscars församling i Stockholm, var en tysk-svensk snickare, tivoliägare och grundare av Gröna Lund. 
Efter att ha stridit i fransk-tyska kriget 1870–1871 invandrade Jacob Schultheis tillsammans med sin äldre broder Johan Schultheis (1842–1898) i början av 1870-talet till Göteborg, där de i syfte att konkurrera med framgångsrika Lorensbergsteatern 1877 startade nöjestemplet Concert du Boulevard på Allégatan i staden. Varietéverksamheten blev snabbt populär, men publiken blev stundtals svår att hålla i styr varför verksamheten efter protester 1882 fick läggas ner. Lokalen hyrdes i stället ut till Frälsningsarmén som där etablerade sin Göteborgskår.
Därefter flyttade han till Stockholm där han på Djurgården grundade Gröna Lunds Tivoli den 3 augusti 1883. Tivolit hade vid starten en hästdragen karusell, skjutbanor, ringkastningar och kraftmätare och andra småförnöjelser i enkla tält. Anläggningen hade under många år öppet på lördagar och söndagar och var till en början upplyst med fotogenlampor. Så småningom drevs tivolit med eget elektricitetsverk drivet av en ångturbin. Detta skedde 1901 med två ångturbingeneratorer, sammantaget 25 hästkrafter, och var vid denna tid en stor händelse. Jacob Schulteis var chef för tivolit till sin död 1914.
Jacob Schultheis gifte sig 1872 med Berendje Garrels Claassen (1829–1901). Hustruns systerdotter Gretje Frankea Sassen (1856–1945), senare känd som Margaretha Nilsson, tillhörde i unga år hushållet och flyttade med till Stockholm där hon upp i hög ålder arbetade på tivolit. Tillsammans med denna Margaretha Nilsson fick han sonen Gustaf Nilsson (1888–1940), som blev VD för Gröna Lund. Att Jacob Schultheis var biologisk far till Gustaf Nilsson hölls hemligt ända fram till 1970-talet, enligt Gröna Lunds egen webbplats. Genom honom blev han farfar till Ninni Lindgren och morfars far till John Lindgren Jr och Nadja Bergén.
Efter att Schultheis blivit änkling 1901 gifte han 1906 om sig med Edla Larsson (1870–1928) som drev Gröna Lund i två år efter makens död 1914. Dottern i familjen, Ella (Larsson) Schultheis (1897–1984), gifte sig med musikern Bertil Rydén.
Han avled av lunginflammation i gamla Bellmanshuset den 4 april 1914 och begravningen hölls i Katolska kyrkan den 8 april.